# 澤口誠
澤口 誠（さわぐち まこと、1991年12月5日 - ）は、岩手県釜石市出身の元バスケットボール選手である。ポジションはガード・フォワード。身長184cm、体重80kg。
盛岡南高校卒業後の2010年、bjリーグドラフト会議にて秋田ノーザンハピネッツに指名され、bjリーグ史上初の高卒ルーキーとして入団した。翌2011-12シーズン、岩手ビッグブルズに移籍し2シーズンを過ごした後、2013-14シーズンから2016年まで青森に所属、その後岩手に復帰した。
2010-11シーズンと2011-12シーズンのbjリーグオールスターゲームに出場している。

## 来歴
釜石市立小佐野中学校で2年次にジュニアオールスターに出場。釜石中学校を経て盛岡南高校に進学する。インターハイ・ウィンターカップの出場はなく、3年次の国体でベスト8となる。また、高校2年次に盛岡南高校バスケットボール部コーチに就任した元大阪エヴェッサの斉藤資から強い影響を受けてプロを志すようになり、高校2年生ながらbjリーグ合同トライアウトを受験。最終選考に残ったが、この時は「高校は卒業した方がいい」という思いもあり最終選考を辞退した。卒業を控えた2010年に再びbjリーグのトライアウトを受験しこの年のbjリーグ育成ドラフト1巡目・全体2位で秋田ノーザンハピネッツに指名され、選手契約に至った。
ルーキーイヤーとなる2010-11シーズン当初は出場機会も得られていたが、12月以降は徐々に出場時間が減っていった。この原因について澤口は、チームの外国人選手にパスを出す意識が強まり、自ら攻め込む積極性が失われたためと語っている。2010-11シーズン終了後、澤口は東日本大震災で被害を受けた故郷・岩手でプレイしたいという意向を持ち、それを受け入れた秋田は、2011-12シーズンより新規参入した岩手ビッグブルズに金銭トレードの形で放出した。
2011-12シーズン、岩手は開幕から5連敗を喫したが、6試合目となる2011年10月30日の埼玉ブロンコス戦で、決勝点につながるアシストを挙げ初勝利に貢献した。
2013-14シーズンを前に、エクスパンション・ドラフトにおいてこのシーズンから参入する青森ワッツに指名され、移籍。ヘッドコーチの棟方公寿は、澤口にポイントガードの資質を見出し、澤口をポイントガードにコンバートした。
2016年7月、岩手に再加入。2018年からは社会人チームのST-IWATEに所属。2019年に岩手に再加入したが、2020年に引退、岩手のアシスタントコーチに就任した。

## 記録
| シーズン         | チーム | GP | GS | MPG  | FG%  | 3P%  | FT%  | RPG | APG | SPG | BPG | TO  | PPG |
| ---------------- | ------ | -- | -- | ---- | ---- | ---- | ---- | --- | --- | --- | --- | --- | --- |
| bjリーグ 2010-11 | 秋田   | 48 | 2  | 12.4 | .317 | .288 | .649 | 1.3 | 1.1 | 0.3 | 0   | 1.0 | 5.3 |
| bjリーグ 2011-12 | 岩手   | 49 | 27 | 26.7 | .327 | .277 | .765 | 2.6 | 1.5 | 0.7 | 0.1 | 1.5 | 9.7 |
| bjリーグ 2012-13 | 岩手   | 50 | 6  | 11.2 | .343 | .277 | .870 | 1.1 | 0.6 | 0.3 | 0.0 | 0.7 | 5.1 |
| bjリーグ 2013-14 | 青森   | 52 |    | 22.5 | .350 | .274 | .656 | 2.5 | 2.4 | 0.5 | 0   | 1.5 | 7.6 |
| bjリーグ 2014-15 | 青森   |    |    |      |      |      |      |     |     |     |     |     |     |
| bjリーグ 2015-16 | 青森   |    |    |      |      |      |      |     |     |     |     |     |     |